# Alchemilla hyperborea
Alchemilla hyperborea é uma espécie de rosácea do gênero Alchemilla, pertencente à família Rosaceae.